# The Lady of Heaven
The Lady of Heaven è un film drammatico storico britannico del 2021 diretto da Eli King e la sceneggiatura è stata scritta dal religioso duodecimani Yasser Al-Habib. Prodotto da Enlightened Kingdom, il film si autodefinisce il primo film sulla vita della figura storica Fāṭima bint Muhammad durante e dopo l'era del profeta islamico Maometto.

## Trama
Dopo aver perso la madre nel bel mezzo di un paese dilaniato dalla guerra, un bambino iracheno impara l'importanza e il potere della pazienza, scoprendo la vicenda storica di Lady Fatima e della sua sofferenza.